# Paraleptomys wilhelmina
Paraleptomys wilhelmina är en däggdjursart som beskrevs av Tate och Archbold 1941. Paraleptomys wilhelmina ingår i släktet Paraleptomys och familjen råttdjur. Inga underarter finns listade i Catalogue of Life. Antagligen finns en tredje obeskriven art i samma släkte med ett angränsande utbredningsområde.

## Utseende
Denna gnagare är med en kroppslängd (huvud och bål) av 105 till 126 mm, en svanslängd av 125 till 135 mm och en vikt av 31 till 35 g inte lika stor som Paraleptomys rufilatus. Den har 25 till 31 mm långa bakfötter och 17 till 18,5 mm stora öron. Typisk är en mjuk och ullig päls på ovansidan som är gråbrun och mörkare vid stjärten. Undersidans päls är lite ljusare och gråaktig. Ytterligare kännetecken är en svans med grå ovansida, vit undersida och en vit spets. Röda nyanser vid kroppssidorna eller en vit fläck på strupen, som hos den andra arten i släktet, saknas. I motsats till det liknande släktet Leptomys saknas en tredje molar i varje käkhalva.

## Utbredning och ekologi
Arten förekommer i bergstrakter på centrala Nya Guinea. Den vistas i regioner mellan 1800 och 2800 meter över havet. Gnagaren lever i bergsskogar som kan vara torr eller fuktiga. Exemplaren är nattaktiva. På grund av skallens konstruktion antas att födan består av insekter och daggmaskar. En individ fångades i en fälla med en sötpotatis som bete.

## Hot
Mot Paraleptomys wilhelmina är inga hot kända. Den är känslig för förändringar på grund av den begränsade utbredningen. IUCN kategoriserar arten globalt som otillräckligt studerad.